# Красный Октябрь (Ленинградская область)
Красный Октябрь — деревня в Скребловском сельском поселении Лужского района Ленинградской области.

## История

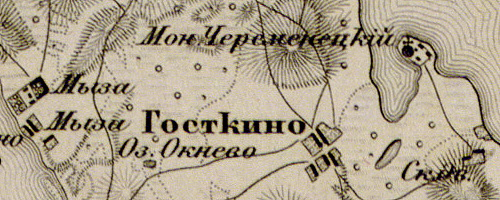
Земли деревни Красный Октябрь на карте 1863 года

Согласно карте из «Исторического атласа Санкт-Петербургской Губернии» 1863 года на месте современной деревни располагался скотный двор Череменецкого Иоанно-Богословского монастыря.

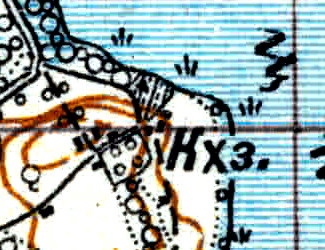
Колхоз Красный Октябрь на карте 1926 года

Согласно топографической карте 1926 года на месте современной деревни располагался колхоз.
В 1930-е годы Череменецкий Иоанно-Богословский монастырь был ликвидирован, а в его зданиях разместилась сельхозкоммуна «Красный Октябрь».
По данным 1966 года местечко Красный Октябрь входило в состав Бетковского сельсовета.
По данным 1973 и 1990 годов деревня Красный Октябрь входила в состав Скребловского сельсовета.
По данным 1997 года в деревне Красный Октябрь Скребловской волости проживали 5 человек, в 2002 году — 7 человек (все русские).
В 2007 году в деревне Красный Октябрь Скребловского СП проживали 8 человек.

## География
Деревня расположена в южной части района на автодороге 41К-684 (Киевское шоссе — Череменец).
Расстояние до административного центра поселения — 5 км.
Расстояние до ближайшей железнодорожной станции Луга I — 23 км. 
Деревня находится на западном берегу Череменецкого озера на Монастырском полуострове.

## Демография
| 1997 | 2007 | 2010 | 2017 |
| ---- | ---- | ---- | ---- |
| 5    | ↗8   | ↗12  | ↘4   |

## Улицы
Центральная.